# Patrick Cheval
Patrick Cheval est un leader étudiant lors de Mai 68, au sein du groupe des Enragés et un animateur du courant d'idées de l'Internationale situationniste, dont il est un des rares militants officiels, avec son camarade de Nanterre René Riesel.

## Biographie
Patrick Cheval, né le 9 février 1947, est reçu à l’examen de fin d’études secondaires. Dans sa jeunesse, pour financer des vacances au casino de Palavas, il a travaillé comme balayeur-jardinier dans les entrepôts de l’armée américaine à La Pallice puis a trouvé un emploi de jardinier-balayeur au camping municipal de Boyardville, sur l'île d'Oléron.
Il décide de s'inscrire à la faculté de Nanterre qui vient d'être implantée à l'ouest de Paris, démarche qu'il présente comme "au centre d’une vaste expérimentation sociale à l’échelle de plusieurs milliers d’individus afin de tester leur résistance à de nouveaux (et modernes) stimuli". Pour financer ses études, il travaille comme standardiste au Salon de l’agriculture, enquêteur chez l’APTR, peintre en bâtiment, disc-jockey au casino de Saint-Trojan, régisseur à la campagne, peintre en bâtiment, gardien de nuit, patron d’hôtel.
Après la grève de novembre 1967 contre la création des IUT, il rejoint le groupe des Enragés de Nanterre, autour du courant d'idées situationnistes, qui organisent un boycott des cours. Les leaders de Mai 68 à Nantes occupent leurs vacances de Noël 1967 à nouer des contacts avec les dirigeants parisiens de l'UNEF et surtout avec les situationnistes de Nanterre parmi lesquels Patrick Cheval, qui fait la connaissance de Yvon Chotard et Juvénal Quillet.
Patrick Cheval est ensuite l'un des organisateurs de la manifestation du  26 janvier 1968 dans le hall de la Faculté de Nanterre "contre les listes noires" qui déclenche la première intervention de la police dans les locaux universitaires du Université Paris-Nanterre.
Quelques jours plus tard, Patrick Cheval est expulsé de la cité universitaire. C'est au début du mois de février 1968 qu'en hommage aux plus radicaux des sans-culottes de la Révolution française est donné le nom d'« Enragés » à ce groupe qui prend forme autour de Patrick Cheval, Gérard Bigorgne, plus tard exclu pour cinq ans de toutes les universités françaises et René Riesel, convoqué devant le conseil de l'Université.
Influencés par l'Internationale situationniste, ils contribuèrent à disséminer ses idées au sein de l'Université puis se fédérèrent avec elle le 14 mai 1968 pour créer le comité Enragés-Internationale situationniste, ils anticipèrent avec le groupe anarchiste de la L.E.A. (Liaison des étudiants anarchistes où l'on trouvait notamment Jean-Pierre Duteuil) la contestation étudiante qui allait se cristalliser autour du Mouvement du 22-Mars et de la figure de Daniel Cohn-Bendit. Ils rompirent toutefois violemment avec ce mouvement fraîchement créé lors de la soirée d'occupation du bâtiment administratif de la faculté de Nanterre principalement à cause de la présence de membres de l'Union des étudiants communistes (UEC). Avant de quitter Nanterre pour participer à une contestation plus globale, ils laissèrent quelques graffitis devenus, par la suite, célèbres : « Professeurs, vous êtes vieux... votre culture aussi », « les syndicats sont des bordels, l'UNEF est une putain », « Ne travaillez jamais », « Prenez vos désirs pour la réalité », « L'ennui est contre-révolutionnaire », « Le savoir n'est pas un bouillon de culture ». René Riesel fit partie des huit étudiants nanterrois appelés à comparaître devant le conseil de discipline de la Sorbonne le 6 mai 1968. Le jugement ne fut jamais rendu.
Patrick Cheval, Alain Chevalier, François de Baulieu, René Riesel et Christian Sebastiani furent intégrés à l'I.S. à la même époque.
Le projet de libérer l'écrivain Gilles Ivain, alias "Ivan Chtcheglov", membre éphémère de l'Internationale lettriste est l'oeuvre de Patrick Cheval mais ne se concrétise pas, Gilles Ivain étant alors sorti de la clinique psychiatrique où il se trouvait à Biarritz. Ivan Chtcheglov n'avait jamais appartenu à l'Internationale situationniste mais il fut considéré par ce groupe, dès 1964, comme membre « de loin » car longtemps interné en clinique psychiatrique.
Le 19 mai 1968, alors que le Conseil pour le maintien des occupations (CMDO) vient de s'emparer des locaux de l'Institut pédagogique national, Patrick Cheval se voit confier en son sein la responsabilité des tâches d’autodéfense et de ravitaillement. Après Mai 68, pour échapper à la conscription militaire, il se fait réformer pour inaptitude mentale.
Lorsque l'Internationale situationniste rompt toute relation avec les membres du "Conseil de Nantes", créé et animé par Juvénal Quillet et son ami Yvon Chotard,, en leur reprochant de ne pas avoir aidé à répondre à un livre consacré à Nantes en 1968 et diffamant, selon elle, un situationniste strasbourgeois, la rupture est consacrée par une lettre du 21 juin 1969, cosignée par René Riesel, Patrick Cheval et Guy Debord.
À son tour, Patrick Cheval quitte l'Internationale situationniste le 22 janvier 1970, mais reste en bons termes avec les situationnistes dont le leader Guy Debord écrira dans la "Véritable Scission", que Patrick Cheval est un "camarade estimé" (1972). Son départ coïncide cependant avec les violences exercées par trois militants situationnistes parisiens, en janvier 1970, contre François George, journaliste du bulletin anarchiste L'Archinoir, proche d'Informations et correspondances ouvrières, dont sont accusés Gianfranco Sanguinetti, Christian Sebastiani et Patrick Cheval,,. Selon une autre version, son exclusion est liée à une erreur de sa part, il aurait tenté de défenestrer son ami Sébastiani sans l'avoir reconnu, pendant un moment d'alcoolisme.
Christian Sebastiani, surnommé le "poète des murailles", démissionne ensuite de l'IS, en décembre 1970 alors que l'IS lui reproche une insouciance parfois poussée jusqu'à l'irréflexion.
Gianfranco Sanguinetti, de la section italienne de l'Internationale situationniste, sera expulsé de France en juillet 1971 par décision du ministère de l'Intérieur. Il sera associé par Guy Debord à l'acte de dissolution de l'IS connue sous le nom de  Thèses sur l'Internationale Situationniste et son temps et publié dans  La Véritable Scission dans l'Internationale en avril 1972.